# Jane Wyman Presents the Fireside Theatre
Jane Wyman Presents the Fireside Theatre è una serie televisiva statunitense in 93 episodi trasmessi per la prima volta nel corso di 3 stagioni dal 1955 al 1958. La serie è conosciuta anche con i titoli Jane Wyman Theater (titolo della seconda e della terza stagione) e The Jane Wyman Show.
È una serie di tipo antologico in cui ogni episodio rappresenta una storia a sé. Gli episodi sono storie di genere drammatico o thriller e vengono presentati da Jane Wyman che appare anche in diversi episodi. È il seguito della serie antologica Fireside Theater (1949-1955) da cui si distingue, oltre che per il nuovo titolo e per la partecipazione della Wyman nel ruolo della presentatrice, anche per la nuova casa di produzione, la Lewman, di proprietà della stessa Wyman.

## Interpreti
La serie vede la partecipazione di numerosi attori, molti dei quali interpretarono diversi ruoli in più di un episodio.
- Paul Bryar (5 episodi, 1956-1957)
- Edith Evanson (5 episodi, 1956)
- Anthony Eustrel (5 episodi, 1956-1958)
- Minerva Urecal (4 episodi, 1956-1957)
- Dabbs Greer (4 episodi, 1955-1957)
- Robert Osterloh (4 episodi, 1956-1958)
- Lawrence Dobkin (4 episodi, 1956-1957)
- Simon Scott (4 episodi, 1956-1957)
- Claude Akins (4 episodi, 1957-1958)
- Jeff Morrow (3 episodi, 1956-1957)
- Tom Tryon (3 episodi, 1956-1957)
- Wendy Winkelman (3 episodi, 1955-1958)
- Ainslie Pryor (3 episodi, 1957)
- John Baragrey (3 episodi, 1955-1958)
- Gene Barry (3 episodi, 1955-1957)
- Neville Brand (3 episodi, 1955-1957)
- Dane Clark (3 episodi, 1955-1957)
- John Harmon (3 episodi, 1955-1957)
- Richard Karlan (3 episodi, 1955-1957)
- Harlan Warde (3 episodi, 1955-1957)
- Vivi Janiss (3 episodi, 1955-1956)
- Virginia Grey (3 episodi, 1956-1958)
- Parley Baer (3 episodi, 1956-1957)
- Penny Santon (3 episodi, 1956)
- John Dehner (3 episodi, 1957-1958)
- Gail Kobe (3 episodi, 1957-1958)
- Phillip Pine (3 episodi, 1957-1958)
- Tim Graham (2 episodi, 1956-1958)
- Richard Erdman (2 episodi, 1955-1958)
- Jack Kelly (2 episodi, 1956)
- John Larch (2 episodi, 1957-1958)
- Tom Brown (2 episodi, 1956-1958)
- Claudia Bryar (2 episodi, 1955-1957)
- William Boyett (2 episodi, 1956-1957)
- Burt Mustin (2 episodi, 1956-1957)
- Frank Wilcox (2 episodi, 1958)
- Joseph Mell (2 episodi, 1956-1957)
- Mimi Gibson (2 episodi, 1956-1957)
- Kate MacKenna (2 episodi, 1956)
- Arthur Hanson (2 episodi, 1956-1957)
- Pedro Regas (2 episodi, 1955-1958)
- Carolyn Jones (2 episodi, 1955-1957)
- Mario Siletti (2 episodi, 1955-1957)
- Fay Wray (2 episodi, 1955-1957)
- Nancy Gates (2 episodi, 1955-1956)
- Virginia Gregg (2 episodi, 1955-1956)
- Betty Lynn (2 episodi, 1955-1956)
- Peggy Maley (2 episodi, 1955-1956)
- Nora Marlowe (2 episodi, 1955-1956)
- Emile Meyer (2 episodi, 1955-1956)
- Lyle Talbot (2 episodi, 1955-1956)
- James Barton (2 episodi, 1955)
- Juney Ellis (2 episodi, 1955)
- Larry Keating (2 episodi, 1955)
- Anthony Caruso (2 episodi, 1956-1958)
- Connie Gilchrist (2 episodi, 1956-1958)
- Clem Bevans (2 episodi, 1956-1957)
- Whit Bissell (2 episodi, 1956-1957)
- Robert Burton (2 episodi, 1956-1957)
- Bruce Gordon (2 episodi, 1956-1957)
- Leo Gordon (2 episodi, 1956-1957)
- Jean Howell (2 episodi, 1956-1957)
- Gordon Jones (2 episodi, 1956-1957)
- Jack Kruschen (2 episodi, 1956-1957)
- Jack Lambert (2 episodi, 1956-1957)
- Jeanette Nolan (2 episodi, 1956-1957)
- Peter Mark Richman (2 episodi, 1956-1957)
- Will J. White (2 episodi, 1956-1957)
- David Kasday (2 episodi, 1956)
- Arthur Space (2 episodi, 1956)
- James Gavin (2 episodi, 1957-1958)
- Peter Leeds (2 episodi, 1957-1958)
- Edwin Reimers (2 episodi, 1957-1958)
- Addison Richards (2 episodi, 1957-1958)
- Benny Rubin (2 episodi, 1957-1958)
- Joseph Vitale (2 episodi, 1957-1958)
- Bart Burns (2 episodi, 1957)
- Renee Godfrey (2 episodi, 1957)
- Anthony Lawrence (2 episodi, 1957)
- Stanley Adams (2 episodi, 1958)
- Wesley Lau (2 episodi, 1958)

## Produzione
La serie fu prodotta da Lewman Productions in associazione con Revue Productions e girata nell'Iverson Ranch e nei Republic Studios a Los Angeles in California.

### Registi
Tra i registi sono accreditati:
- Allen H. Miner in 10 episodi (1957-1958)
- Sidney Lanfield in 7 episodi (1956-1958)
- Robert Florey in 2 episodi (1956-1957)

### Sceneggiatori
Tra gli sceneggiatori sono accreditati:
- David Harman in 4 episodi (1955-1957)
- Jameson Brewer in 3 episodi (1956-1958)
- Michael Fessier in 2 episodi (1957-1958)
- Steve Fisher in 2 episodi (1957-1958)
- Quinn Martin

## Distribuzione
La serie fu trasmessa negli Stati Uniti dal 30 agosto 1955 al 22 maggio 1958 sulla rete televisiva NBC.

## Episodi
| Stagione         | Episodi | Prima TV USA |
| ---------------- | ------- | ------------ |
| Prima stagione   | 35      | 1955-1956    |
| Seconda stagione | 34      | 1956-1957    |
| Terza stagione   | 24      | 1957-1958    |